# 마우리아 황제
마우리아 황제(산스크리트어: मौर्य सम्राट)는 고대 인도 최초의 통일제국인 마우리아 제국의 황제를 말한다. 마우리아 제국은 인도 역사상 삼라트, 즉 황제 칭호를 최초로 사용한 국가로 마우리아 제국의 군주는 황제를 의미하는 삼라트를 군주 칭호로 사용하였다. 아래는 마우리아 황제들의 목록이다.
| 초상 | 이름                  | 생몰년도             | 재위기간             | 가문       | 비고                                                                          |
| ---- | --------------------- | -------------------- | -------------------- | ---------- | ----------------------------------------------------------------------------- |
|      | 찬드라굽타 마우리아   | ? ~ 기원전 293년     | 기원전 321년 ~ 298년 | 마우리아가 | 마우리아 제국의 창건자                                                        |
|      | 빈두사라 마우리아     | 기원전 320년 ~ 273년 | 기원전 298년 ~ 273년 | 마우리아가 | 찬드라굽타 마우리아의 아들                                                    |
|      | 아소카 마우리아       | 기원전 304년 ~ 232년 | 기원전 273년 ~ 232년 | 마우리아가 | 마우리아 제국의 최전성기를 이끈 황제이자 차크라바르틴(전륜성왕)의 역사적 모델 |
|      | 다사라타 마우리아     | 기원전 252년 ~ 224년 | 기원전 232년 ~ 224년 | 마우리아가 |                                                                               |
|      | 삼프라티 마우리아     | ?                    | 기원전 224년 ~ 215년 | 마우리아가 |                                                                               |
|      | 살리수카 마우리아     | ?                    | 기원전 215년 ~ 202년 | 마우리아가 |                                                                               |
|      | 데바바르만 마우리아   | ?                    | 기원전 202년 ~ 195년 | 마우리아가 |                                                                               |
|      | 사타단반 마우리아     | ?                    | 기원전 195년 ~ 187년 | 마우리아가 |                                                                               |
|      | 브리하드라타 마우리아 | ?                    | 기원전 187년 ~ 185년 | 마우리아가 | 마우리아 제국의 마지막 황제                                                   |

## 같이 보기
- 마가다
- 인도의 역사
- 거대 제국 목록
- 굽타 왕조의 군주 목록